# 班·普羅德
班·普羅德（英語：Benjamin Proud；1994年9月21日—）是一位英國游泳運動員。他代表英國參加FINA世界游泳錦標賽，並且也代表英格蘭參加英聯邦運動會。他也是兩項英國記錄的保持者。